# Союз українців Румунії
Сою́з украї́нців Руму́нії (СУР) — громадська, неурядова, неконфесійна і неприбуткова організація з повною автономією, яка розгортає свою діяльність згідно з положеннями Конституції та чинним законодавством Румунії, а також передбаченнями міжнародних документів, що стосуються прав національних меншин.

## Основні відомості
СУР засновано 29 грудня 1989 року. Зареєстровано у Суді Сектора 1 міста Бухареста на основі судового рішення № 262 від 14 лютого 1990 року.
У рамках СУРу діють Організація українських жінок Румунії (ОУЖР) і Організація української молоді Румунії (ОУМР).
СУР є членом Світового конґресу українців (СКУ), Європейського конгресу українців (ЄКУ), Української всесвітньої координаційної ради, Товариства «Україна — Світ».
22-23 листопада 2017 року Президент Світового конґресу українців Євген Чолій зустрівся з представниками Союзу українців Румунії. Зустріч відбулася в рамках візиту до Бухареста.
У квітні 2018 року було підписано трьохсторонній Договір про співпрацю між Рахівською районною радою, Косівською районною радою та Союзом українців Румунії. Цей документ дасть можливість реалізовувати співробітництво у галузі освіти і культури, медицини, спорту і туризму, економіки та розвиток підприємництва.

## Мета діяльності
Основне завдання СУР — захист прав осіб, що належать до української меншини, збереження та утвердження їх етнічної, мовної, культурної та релігійної ідентичності, відродження та формування національної свідомості.
СУР захищає традиційні цінності, гідність та спільні інтереси українців у Румунії, веде активну політику відродження і зміцнення їх національної самобутності в дусі порозуміння, гармонії та толерантності.

## Публікації Союзу
- «Дзвоник» — журнал для українських дітей Румунії. Місячник Союзу Українців Румунії. Видається з 2009

## Керівники
- Степан Ткачук (засновник, 1989—2005);[3]
- Степан Бучута (2005—2015);[3]
- Микола-Мирослав Петрецький (із 2015) — голова Союзу українців Румунії.[3]